# رقص بوفالو
 رقص بوفالو  عنوان فیلمی است آمریکایی با ژانر مستند، صامت، سیاه و سفید و کوتاه به کارگردانی ویلیام کندی دیکسون. این فیلم محصول سال ۱۸۹۴ میلادی است. زمان این فیلم ۱۶ ثانیه است. این فیلم در استودیو توماس ادیسون ضبط شده است. رقص بوفالو به نوعی درباره سرخ‌پوستان ایالات متحده آمریکا است.